# Árforradalom
Az árforradalom kifejezést a 15. század második felétől a 17. század elejéig tartó gazdasági folyamatok jellemzésére szokták használni. Ez leginkább a magas inflációra, az árak hatszoros emelkedésére vonatkozik, ami ez idő tájt Nyugat-Európában a 150 év alatt lezajlott.
Eleinte, a 16. században azt hitték, hogy a magas infláció az Új Világból származó hatalmas arany- és ezüstbehozatalnak köszönhető, különösen a perui ezüstnek, amit 1545-től nagy mennyiségben bányásztak. Ennek az elvnek az alapján a rendelkezésre álló javakhoz képest egyszerűen túl sok pénz állt elő.
A valóságban az áremelkedés már 1460 és 1530 között, az Atlanti-óceánon keresztül érkező aranyszállítmányok megérkezése előtt beindult, amikor Közép-Európában megötszöröződött az ezüstbányászat, és noha ez a termelés 1610-re a kétharmadával visszaesett, mégis számottevőnek bizonyult az infláció korai időszakában.
A fekete halált követő népességfogyás és stagnálás után a 15. század harmadik negyedében az európai populáció újraéledésével a demográfiai mutatók is az áremelkedést segítették elő. A városi lakosság arányának növekedése azt is jelentette, hogy mind több embernek lett szüksége élelemre, növekedett a kereslet, de közben arányosan kevesebben állították azt elő.
Az Európa különböző régiói között folyó kereskedelem növekedése az árakat érzékenyebbé tette a távoli változásokra is, és ez egyúttal csatornát nyitott a spanyol ezüst számára Nyugat-és Közép-Európa felé.
Az 1470 és 1620 között növekvő infláció végül az Új Világ aranyszállítmányainak befejeztével véget ért és a 17. század elejétől az árak körülbelül ugyanazon a szinten, vagy alatta maradtak egészen a 18. század második felében megérkező az új inflációs hullámig.